# Vangélis Chrónis
Vangélis Chrónis (grec moderne : Βαγγέλης Χρόνης, Stavroúpoli, Xánthi, 1947 - ) est un poète et prosateur grec.

## Biographie
Vangélis Chrónis naît dans le village de Stavroúpoli, dans la région de Xánthi, en 1947. Il suit des études de littérature anglaise et de navigation au Royaume-Uni et est membre de la direction du groupe Látsis depuis 1971. Il est pendant de nombreuses années un associé de Giánnis Látsis. Il est vice-président, directeur non exécutif, du groupe Lamda Development et membre du conseil d'administration de la fondation Látsis,.

## Littérature
Il commence à écrire des vers dès l'enfance, mais son premier recueil de poésie, Le temps allié (grec moderne : Ο σύμμαχος χρόνος), n'est publié qu'en 1999. Par la suite, il publie les recueils Ne pose pas de questions sur demain. Aujourd'hui tu es une image d'hier (grec moderne : Μη ρωτάς για το αύριο. Σήμερα είσαι μια εικόνα του χθες, 2003), Jeunes dans l'Hadès (grec moderne : Νέοι στον Άδη, 2005), Un entonnoir de chagrin (grec moderne : Ένα χωνάκι θλίψη, 2010), La responsabilité de mai (grec moderne : Η ευθύνη του Μαΐου, 2014), Statues et âmes (grec moderne : Τα αγάλματα και οι ψυχές, 2016), La tuile antique (grec moderne : Το αρχαίο κεραμίδι, 2018), La lumière de l'ombre (grec moderne : Το φως της σκιάς, 2019), Liberté future (grec moderne : Μελλοντική ελευθερία, 2020 conjointement avec Konstantínos Mpoúras) et ses œuvres complètes intitulées Poésie : 1999-2020 (grec moderne : Ποίηση: 1999-2020, 2021).
En 2022, paraît Le temps éternel (grec moderne : Αειθαλής χρόνος), qui regroupe les écrits en prose de Chrónis publiés dans des revues littéraires et dans la presse ou ayant fait l'objet de discours lors d'événements publics. Il est un ami proche du peintre de renom Alékos Fassianós, chargé d'illustrer ses œuvres littéraires.

## Récompenses
En 2007, il reçoit le prix Sotírios Matrágas de l'Académie d'Athènes pour son recueil de poèmes Jeunes dans l'Hadès (grec moderne : Νέοι στον Άδη, 2005). , En 2016, il reçoit le premier prix du concours littéraire international Odysseus Award organisé sous les auspices du London Greek Film Festival et, en 2021, son recueil de poèmes La lumière de l'ombre (grec moderne : Το φως της σκιας, 2019) remporte le prix du 14e concours Alberoandronico, dans la catégorie des recueils de poèmes en langue étrangère. Il est décoré par le Patriarcat œcuménique de Constantinople sous le titre de Seigneur Maître.